# ピートム.Comic Jack
ピートム.Comic Jack（ピートムドットコミックジャック）は、関西地区を放送エリアとするABCラジオで毎週土曜日の23時〜23時30分、九州北部を放送エリアとするKBCラジオ(で毎週木曜日の24時30分〜25時まで放送されていたラジオ番組である。1999年10月から木曜日25時〜25時30分の30分枠で放送開始。2000年10月からアシスタント制となり、2005年3月まで25時〜26時までの1時間枠に拡大し放送されるも、局の大改編により2005年4月から30分枠に縮小し、2008年3月まで25時〜25時30分の放送。2008年4月から2008年9月までは24時〜24時30分の放送。2008年10月から土曜日に移る。2009年4月からアシスタント制が消滅し、(主にワタナベエンターテインメントの)同僚・後輩をゲストとして招いての放送に転換。2010年4月から23時〜23時30分の放送。ABCラジオの2010年10月9日放送分から、5日遅れでKBCラジオでも放送されている。略して「ピーコミ」とも呼ばれる。
2012年番組終了。
番組はマンガの大好きな今村久仁人が、その素晴らしさを世に伝えるというコンセプトでピートムComic Jack（ピートムコミックジャック）という番組名で始まった（この名義では合計52回放送された）。

## 出演者

### メイン
- ピーピングトム
  - 桑原貞雄
  - 今村久仁人

### アシスタント
- なし(2009年4月〜)

#### 過去のアシスタント
- 望月理恵(2000年10月〜2002年9月) 通称モッチー。105回出演。
- 福千明(2002年10月〜2004年3月) 通称福ちゃん。77回出演。
- 中川翔子(2004年4月〜2006年9月) 通称しょこたん。130回出演。
- 里久鳴祐果(2006年10月〜2009年3月) 通称りくな。130回出演。

### タイムテーブル
| 時 | 分 | コーナー                                         |
| -- | -- | ------------------------------------------------ |
| 25 | 00 | 桑原貞雄最初の一言、オープニング                 |
| 25 | 03 | 宿題のコーナー                                   |
| 25 | 15 | 普通のお便り・お悩みのお便り(ふつおた・おなおた) |
| 25 | 25 | 今村久仁人の「ここを読め!」                      |
| 25 | 30 | 貞雄の絵日記                                     |
| 25 | 32 | 声優への道                                       |
| 25 | 42 | ピーコミどっちやねん                             |

| 時 | 分 | コーナー                                                       |
| -- | -- | -------------------------------------------------------------- |
| 24 | 00 | オープニング                                                   |
| 24 | 05 | ゲストトークor普通のお便り・お悩みのお便り(ふつおた・おなおた) |
| 24 | 20 | 今村久仁人の「ここを読め!」                                    |

### 現在のコーナー

#### ゲストトーク(毎週・2009年4月〜)
「10の質問」を投げかけ、ゲストとの会話をする。

#### 普通のお便り・お悩みのお便り(ふつおた・おなおた)(隔週・2008年4月〜)
リスナーが3人に質問や悩みを送る。1通当たり4~5分でまとめられ、通常毎週3通ずつ読まれる。

#### 今村久仁人の「ここを読め!」
今村久仁人が注目するスポンサーである講談社のマンガのワンフレーズを紹介する(アシスタントが里久鳴祐果の場合、彼女が一句詠む)。番組初期は「俺のお気に入り」というコーナー名だった。「このコーナーで紹介された本は必ずヒットするという噂がある」という触れ込みがある。過去に紹介してからヒットしたマンガは、(第1回に紹介された)「バガボンド」、「BECK」、「ドラゴン桜」、「プラネテス」、「蟲師」、「capeta」、「げんしけん」、「のだめカンタービレ」、「さよなら絶望先生」、「もやしもん」などがある。また、ゲストとしてマンガ家が出演したときには、このコーナーの枠が拡大して放送される。
なお、このコーナーで紹介されたマンガのPOP広告が、関西地区では旭屋書店、アバンティブックセンター、大垣書店、紀伊國屋書店、ジュンク堂書店、田村書店、ツモリ書店、天牛堺書店、博文堂書店、PALNET、ふたば書房、ブックスキヨスク、ブックスタジオ、ブックストア「談」、ブックファースト、わんだーらんどの一部店舗に設置されている。九州地区ではあおい書店、エーブック、紀伊國屋書店、コミックとらのあな、ジュンク堂書店、蔦屋書店、福家書店、フタバ図書の一部店舗に設置されている。
ちなみに紹介者である今村久仁人が好きなマンガ家は細野不二彦、古谷実、浦沢直樹、かわぐちかいじ、幸村誠。憧れのキャラクターは「バリバリ伝説」の聖秀吉と「生徒諸君!」の沖田成利。「ヤンキー物と学園物はハズレが無い」が信条。マンガ好きのため「好きなマンガは?」と聞かれることが多いが、「マンガ(というもの)が好きなので、特定のマンガは無い。でも一番読み返した回数が多いのはおそらく『1・2の三四郎』。」と答えた。

### 過去のコーナー

#### オレのマブキャラ
番組初期のコーナー。マンガに出てくるキャラクターを現実に投影したり、キャラクターの思い出のシーンを募集する。

#### 山あり谷ありマンガあり
番組初期のコーナー。思い出のある過去のある週のマンガ雑誌をピックアップし、その雑誌を見ながらその時代を語る。

#### 宿題のコーナー(毎週・2003年2月〜2005年3月)
番組から出されるお題に対して大喜利形式でリスナーが答えるコーナー。お題のフリは今村久仁人が担当し、桑原貞雄が読むというスタンス。採用者全員に500円分の図書カードが与えられた。

#### 宿題のコーナー(隔週・2005年4月〜2009年3月)
番組から出されるお題に対して大喜利形式でリスナーが答えるコーナー。最優秀作品(キング)にはパーソナリティのポラロイドをプレゼント。さらにエンディング中に、抽選で1人に愛が芽生えるT-シャツが贈られる。
お題は大きく通常系、5・7・5系、パロディ系、今村久仁人系に分けることが出来る。
- 通常系　「デート中、思わず引いてしまう彼（彼女）の行動とは？」、「食べられる瞬間、サンマの最後の叫び」、「なんとなくハードボイルドな台詞」、「トゥ!!! と現れたスーパーヒーロー、実は焦っている理由」など
- 5・7・5系　「悲しい卒業式。5・7・5」、「悲しすぎる秋5・7・5」、「寂しい誕生日5・7・5」など
- パロディ系　「冬、悲しいとき」(いつもここから)、「ハッスル、ハッスル...なんで？」(小川直也)、「大リーグボール4号の特徴」(巨人の星)、「こんな怪談は嫌だ」(鉄拳)など
- 今村久仁人系　「今村久仁人の愚痴」、「久仁人が本当に反省、どんな失敗した？」、「ク・ニ・トであいうえお作文」、「番組中に今村久仁人が黙りこんだ理由」など

#### 声優への道(毎週・〜2005年3月)
桑原貞雄が今村久仁人とアシスタントを声優として鍛えていくコーナー。教材は講談社発行のコミックスより抜粋。桑原貞雄が1ヶ月ごとにあるキャラになりきり進行していった。今村久仁人に色々なものまねをさせた(おすぎとピーコ、青島警部、いつもここから、木村拓哉など)。

#### 声優への道(隔週・2005年4月〜2008年3月)
桑原貞雄が今村久仁人とアシスタントを声優として鍛えていくコーナー。教材は講談社発行のコミックスより抜粋。

#### 普通のお便り・お悩みのお便り(ふつおた・おなおた)(毎週・~2005年3月)
リスナーが3人に質問や悩みを送るコーナー。1通当たり3~4分でまとめられ、通常毎週2通ずつ読まれた。

#### ピーコミどっちやねん
リスナーの考えた主に2択のテーマについて、どちらをとればいいかをピーピングトムの2人が討論するコーナー。その判定をアシスタントが担ったが、福千明が話を聞いていないことを今村久仁人によくつっこまれた。

#### ものまね(2000年10月〜2002年3月)
宛先読みをものまねで行う。

#### 望月理恵の深夜の告白(2001年7月〜2002年10月)
リスナーが望月理恵に対してクサいセリフで告白をする。望月理恵は「結婚してもこのコーナーを一生続ける」と色紙に書いた。

#### 福千明の深夜の食卓(2002年10月〜2004年3月)
腹を空かせた福千明が食べ物を食べる。ピーピングトムに絡みを拒否されていたことが多かったが、茶碗蒸しを「カキ氷のように食べる」と今村久仁人に言わしめた回など、伝説も多い。

#### テスト(2003年11月〜2004年3月)
声優になるための最低限の教養を身につけるため、声優への道の冒頭に行われた4~20問で構成された筆記テスト。主に社会科(歴史、政経)が出題され、桑原貞雄が今村久仁人とアシスタント(福千明)の間違った解答に突っ込む。
成績(全15回・ただし2004年2月12日分は不明)
- 今村久仁人　平均点82.71点(最高点100点、最低点37点)　得意科目・日本史と世界史、苦手科目・化学
- 福千明　平均点34.93点(最高点80点、最低点0点)　得意科目・化学、苦手科目・日本史

#### 桑原貞雄改名のコーナー
2004年下半期に行われた短期企画。細木数子ブームに肖り、リスナーから寄せられた名前を年内最後の放送で発表するというもの。「サダオ・オールスターズ」、「ボッキング」、「サダオ・ザ・サード・レッグ」、「流し目JAPAN」、「サダオ・THE・ギンギン」などが候補に挙がり、最終的に決まったのが締切日に送られてきたイナズマの「次はサダオ」という名前。最初は使っていたが、勢いで選んでしまったのか段々と飽きはじめ、自然とフェードアウトしていった。ちなみに、選ばれたイナズマには桑原貞雄の帽子が贈られた。

#### 書き初めプレゼント
| 年度   | 桑原貞雄                    | 今村久仁人                     | アシスタント                   |
| ------ | --------------------------- | ------------------------------ | ------------------------------ |
| 2002年 | ハイブリーチしよっかぁなぁ~ | それがどうした!                | 結婚して幼な妻になる(望月理恵) |
| 2003年 | 来年!                       | 汗(※1)                         | 牛耳る(福千明)                 |
| 2004年 | かける                      | 大丈夫(※2)                     | やせる(福千明)                 |
| 2005年 | まくれ!                     | やめたらアカン                 | カルピスカルピス(中川翔子)     |
| 2006年 | レジェンド10                | つねに「ありがとう」と言う気持 | ギザ貪欲(中川翔子)             |
| 2007年 | 無理せずきばらず貪欲に!!    | 脱                             | 早寝早起き朝ごはん(里久鳴祐果) |
| 2008年 | 実積(※3)                    | 受                             | 跳んで飛んで翔ぶ(里久鳴祐果)   |
| 2009年 | すべてに愛を!               | チェンジ                       | スポンジになる!!(里久鳴祐果)   |
| 2010年 | テンション芸人 笑点!!       | ほどほどにがんばる             | -                              |

(※1)実際に今村久仁人の汗が付けられた。

(※2)占い(星座占い、風水ともに)の結果がかなり悪かったため。

(※3)実績の間違い。
新春一発目限定のコーナー。3人が目標を書き、それをリスナーにプレゼントするというもの。2003年、今村久仁人が書いた「汗」に対して1通も応募が無く、さんざん呼び込んだ結果6通が来て全員にプレゼントした。2004年も今村久仁人は全員にプレゼントするというスタンスを取ったところ20通以上の応募があった。逆に桑原貞雄には1通も来ず、そのことについて今村久仁人は「やっとこいつより人気が出たよ。最高のお年玉だ。」とコメントした。それを受けて桑原貞雄も全員にプレゼントすると発表し、結局7通届いた。2005年まで全員プレゼントだったがそれ以降は廃止。

## イベント

### 14(ジューシー)デイズ
ABCラジオで6月と12月、それぞれ2週間ずつ行われるお祭り。この番組では期間中にお便りを紹介された人全員に講談社グッズが、抽選で1人に講談社のマンガセットが贈られる。PlayStation 2、PlayStation Portable、ゲームボーイアドバンスSP、ニンテンドーDSが賞品のこともあった。2004年12月23日放送ではパーソナリティの直筆メッセージの入ったクリスマスカードが、その年最多投稿だったGANjiro、桑原貞雄改名のコーナーに応募したしょこたんのサインが欲しいな、今村久仁人の改名を考えたライカ田中の3人に贈られた。

### 公開放送
1時間枠の時にたまに行われたリスナーをスタジオに呼んでの収録。抽選で選ばれた人が招待された。
公開放送日程
- 2000年3月30日  パニックパーティー。ライブや大喜利も行われた。
- 2000年9月28日 女性のみ25人参加。
- 2001年4月5日  今村久仁人妹募集の会。女性のみ7人参加。
- 2002年9月26日 母親参観。
- 2004年6月24日  桑原貞雄のおじ、ピートムコミックジャー出演。28人参加。現在最後の公開放送。

## 関係者

### リスナー
ラジオ番組ならではの常連が多い。ピートムコミックジャー、矢口口裂け男、ピンク番長、フレッシュマン(ダスティンホフマン、ペリカン)、GANjiro、ライカ田中(メーヴェ)、門真のJBなどがおり番組を盛り上げていた。その中でも、ピートムコミックジャーは一時期ほぼ毎週のように読まれていたためレギュラーとも呼ばれたことがある。しかし放送枠が縮小すると、常連の投稿が次第に少なくなった。また初代投稿職人のピートムコミックジャーは番組最終回の最後にも投稿を行い、番組への愛を語り、その投稿の読み上げにて番組は終了した。尚、ピートムコミックジャーは桑原貞夫の兄弟とも交流があり、現在は今村クニト（構成作家名）とも交流がある。番組への貢献度の高さゆえに番組内のプレゼントのほとんどはピートムコミックジャーに贈られていた。

### ゲスト

#### 2000年10月〜2005年3月
基本的には3人での放送だが、たまにゲストが来ることがある。ゲストは主に講談社のマンガ家や講談社のマンガが原作のアニメの声優などであるが、ピーピングトムの同僚が来るときもある。

#### 2005年4月〜2009年3月
1本録りのため、ゲストが2週連続で出演する事が多く「声優への道」に参加することも多い。また、講談社作品の「もう、しませんから。」(2巻 ISBN 4-06-363602-X、4巻 ISBN 4-06-363766-2)と「ぱすてる」(13巻 ISBN 4-06-363640-2)では収録模様がマンガ化されている。ちなみに『今村久仁人の「ここを読め!」』の100冊目の記念として呼ばれたゲストが、「もやしもん」の作者の石川雅之である。

#### 2009年4月〜
基本的にピーピングトムと同じ事務所の芸人がセット。ピン芸人でなくても1人で来ることがある(18KINの今泉、EE男の山口などがその例)。ちなみに最多出演者は、安井順平で8回(アクシャン時代を含め、かつ1本撮りを2回出演とした場合)。

#### ゲスト一覧(初回登場順)

##### 2000年
- 櫻井智
- 椎名へきる
- 小田原ドラゴン
- アクシャン
- y'z factory
- 臼井静
- 手塚るみ子
- 宮村優子
- 矢口高雄
- 塀内夏子

##### 2001年
- 出川哲朗
- 中川愛海
- 野中英次
- Hipp's
- ダンス☆マン

##### 2002年
- つのだじろう
- 山本航暉
- ちばてつや
- 川崎のぼる
- 山田千鶴
- 橘いずみ
- 和希沙也

##### 2003年
- 葉川空美
- いつもここから
- 水谷さくら
- ふかわりょう

##### 2004年
- mihimaru GT
- 安井順平
- ノーボトム!
- INSPi
- CLAMP(大川緋芭、猫井椿)
- 岩佐真悠子
- 小林尽
- 下川みくに
- ズボンドズボン(土屋礼央、junko)

##### 2005年
- ゴリけん
- FLAME(北村悠)
- 木下あゆ美
- 西本英雄
- 野川さくら
- COACH☆
- 根食真実(現・YVE)
- 菊地美香
- 石川雅之

##### 2006年
- 小林俊彦
- 平野綾
- 鎌苅健太
- 伊藤彩華、窪田啓子(イトクボ)
- 永吉たける

##### 2007年
- TIM
- 緒方恵美

##### 2008年
- 野内雅宏(『月刊少年ライバル』編集長)

##### 2009年
- フォーリンラブ
- ザブングル
- ハライチ
- シャカ
- 18KIN今泉
- ロッチ
- にしおかすみこ
- 波田陽区
- Wエンジン
- クールポコ
- 慶
- サンシャイン池崎
- 雷句誠
- しんのすけとシャン
- ウエディ新剛
- キューティー上木
- アンガールズ
- くらげライダー
- テンゲン
- ザ・ゴールデンゴールデン
- ジャンみやがわ
- メルヘン須長
- EE男(山口)

##### 2010年
- コア
- ヤポンスキー
- スパローズ
- インスタントジョンソン
- どぶろっく
- 古坂大魔王
- 原口あきまさ
- 我人祥太
- ロビンフット
- 小梅太夫
- 360°モンキーズ
- オテンキ
- 超新塾(イーグル溝神)
- ザ・ゴリラバンド
- パンダユナイテッド
- 響
- プリンプリン
- アンダーライン
- ケチン・ダ・コチン
- ヘッドスライディング
- AMEMIYA
- ハリウッドザコシショウ
- BOOMER
- HEY!たくちゃん
- マシンガンズ
- デンジャラス
- ずん

##### 2011年
- アンバランス
- ゲッターズ飯田
- ザウルス
- 笑撃戦隊
- キャプテン渡辺
- 赤いプルトニウム
- トミドコロ
- マリア
- X-GUN
- ホリ
- モンキッキー

### 裏方
ディレクターの湯目博史(ゆのめっち)、作家の東郷正永(チャマ)、ホームページ用の写真撮影をしている橋本雄一、永遠の不思議少女小柳さんなどがいる。

## 番組ホームページ
番組の当初から開設されている。

### プロフィール
パーソナリティのプロフィール。

### スタジオ写真
収録の様子を撮影した写真。

### あなたのお便り
普通のお便り、宿題のコーナーへのメール欄。

### 書店リスト
番組のPOP広告を取り扱っている書店の住所、電話番号。

### 過去のコーナー
ものまね、望月理恵の深夜の告白、福千明の深夜の食卓のバックナンバー。現在は閉鎖されている。

### 掲示板
BBS。2009年3月いっぱいで閉鎖した。

### トップページ
トップページに戻る。

### ラジオホームページ
ABCラジオのホームページ。

## 補足
- アシスタントが中川翔子の時までは火曜日収録、それ以降は月曜日収録。
- 収録場所は2005年10月27日までは芝公園、2005年11月3日以降は築地[5]。
- この番組で最初に名前が出たマンガは「金田一少年の事件簿」[6]。
- たまに講談社関係のプレゼントがある。過去に「ジョー＆飛雄馬」記念ジッポライターや、専用バインダー付き「ガンダム・ヒストリカ」第1巻などがプレゼントされた。
- ABCラジオでは、2005年の送信所工事により7月31日~9月3日の25:00~の放送が休止されたが、スポンサーの関係によりこの番組は通常放送された。
- 2001年2月15日放送分には桑原貞雄の、2005年10月20日放送分には中川翔子の遅刻により途中まで当人抜きで収録が行われた。
- 2001年8月30日に100回、2003年7月31日に200回、2005年7月7日に300回、2007年6月7日に400回、2009年5月9日に500回、2011年4月23日に600回を迎えた。
- この番組は、宿題のコーナーか普通のお便り・お悩みのお便り(ふつおた・おなおた)がウェビオで聴くことが出来たが、2009年4月から今村久仁人の「ここを読め!」のみの配信となった。

## スポンサー
- 講談社